# 日本救急医療財団
一般財団法人日本救急医療財団（いっぱんざいだんほうじんにほんきゅうきゅういりょうざいだん）は、一般財団法人。1991年（平成3年）に設立。元厚生労働省所管。

## 概要
- 所在：東京都文京区湯島3-37-4　CIC湯島ビル7F
- 理事長：島崎修次(杏林大学教授)
- 副理事長：小濱啓次(川崎医科大学教授)、前川和彦(公立学校共済組合関東中央病院長)
- 常務理事：行岡哲男(東京医科大学教授)

## 事業
- 救急救命士の試験を行っている。